# Centrum voor Natuur- en Milieu Educatie
Het Centrum voor Natuur- en Milieu Educatie Amersfoort (CNME) is een onderdeel van de gemeente Amersfoort.
Het doel van het CNME is het bevorderen van bewustwording over natuur en duurzaamheid in Amersfoort. Het CNME exploiteert een stadsboerderij, kinderboerderij De Vosheuvel. In verband met een aquarium met diverse soorten vissen, maar ook vanwege de kinderboerderij heeft CNME in 2008. een dierentuinvergunning aangevraagd. De CNME heeft sinds 2010 een dierentuinvergunning.